# Broomfield (Maidstone)
Broomfield – wieś w Anglii, w hrabstwie Kent, w dystrykcie Maidstone. Leży 9 km na południowy wschód od miasta Maidstone i 61 km na południowy wschód od centrum Londynu.